# ألكساندرا ويلسون
ألكساندرا ويلسون (بالإنجليزية: Alexandra Wilson)‏ (و. 1968 – م) هي ممثلة، وممثلة تلفزيونية، وممثلة أفلام، من الولايات المتحدة الأمريكية، ولدت في باسادينا، كاليفورنيا.

## وصلات خارجية
- ألكساندرا ويلسون على موقع IMDb (الإنجليزية)
- ألكساندرا ويلسون على موقع قاعدة بيانات الفيلم (الإنجليزية)